# Barranc de Grau (Gurp)
El barranc de Grau, és un barranc de l'antic municipi, actualment inclòs en el terme municipal de Tremp, al Pallars Jussà, dins de l'antic terme de Gurp de la Conca.
Es forma a l'Obac de les Avellanes, en els contraforts nord-orientals de la Serra Mitjana, i davalla cap al nord-est un bon tros, fins que, en trobar el barranc de la Plana, prop de la Font de Grau, gira cap al sud-est, i ja segueix en aquesta direcció, en un traçat prou sinuós, tot el seu curs. Rep per la dreta la llau de la Tosca, després la de Montibarri, fins que s'aboca en el barranc dels Lleons, formant entre tots dos el de Seròs.